# Représentation de la Shoah au cinéma
La représentation de la Shoah au cinéma constitue une problématique sur la question de la représentation possible de l'extermination des Juifs par l'Allemagne nazie dans les films. Grâce à la production de documentaires, le cinéma - à l'instar de la photographie - a joué un rôle décisif dans la construction du savoir sur la Shoah. C'est, en effet, en grande partie grâce au 7e art que les procès de Nuremberg ont rencontré un large retentissement. Le cinéma, dans les œuvres de reconstitution historique et de fiction, s'est aussi interrogé sur la représentation de l'extermination.

## Première diffusion des images des camps après la guerre
Dès l'arrivée des cadreurs (appartenant au service cinématographique de l'armée) dans les camps de concentration en janvier 1945, ils ont filmé ce qu'ils ont constaté sous la sidération et l'horreur. Par la suite, des ordres ont été donnés dans le but de constituer et rassembler des preuves de ce qu'il s'était passé. C'est vers 1946-1947 que certaines de ces images ont été diffusées, notamment en France et en Angleterre. Seuls les plans les moins durs de la réalité des camps ont été montrés.
En 1945, Orson Welles montre ses bandes filmées dans Le Criminel, racontant l'histoire d'un nazi en fuite dans une petite ville des États-Unis. C'est surtout le film Nuit et Brouillard qui a fait connaître le contenu de ces images au grand public.
La quantité d'images sur la Shoah était peu fournie. Dès 1945, les pays alliés, qui voulaient dénoncer le génocide à leurs citoyens, se sont heurtés à ce manque d'images. Les Soviétiques décident alors de les reconstituer : certaines images de libération des camps ont ainsi été rejouées. Quelques survivants de la Shoah ont joué le rôle de déportés, des soldats soviétiques ont complété le casting. Du côté anglais, il existe un film sur les camps de concentration, réalisé par Sydney Berstein en majeure partie lors de la libération du camp de Bergen-Belsen qui s'intitule German Concentration Camps Factual Survey (en): longtemps interdit, il est diffusé en 1985 sous le titre de Memory of The Camps (La mémoire meurtrie dans sa version française). Le responsable du service cinématographique de l’armée demande à Alfred Hitchcock de l'aider à monter les images du camp, à savoir : des charniers, des regards et un simple travelling du camp. On y voit les forces de libération, des infirmiers nazis ainsi que des médecins. L'armée anglaise incitait les paysans qui se trouvaient aux abords du camp à faire la file pour y entrer afin de constater ce que les nazis y avaient fait. Dans le même plan, la caméra part des témoins allemands. Elle se déplace vers les charniers et revient vers les visages en larmes des Allemands de manière à mettre dans le même plan les deux parties : celles des bourreaux et des victimes. C'est le montage qui permet de donner vie au film et de combler les manques. Dans l'esprit du cinéaste, il s'agit de donner un document ayant valeur de preuve. Il ne sera pas montré avant 1985.
Lorsque les images ont enfin été montrées au grand public en France, le problème de la censure se posa. Dans Nuit et brouillard, il y a, dans la version originale, un plan où l’on voit très bien un gendarme français actif dans le camp de Drancy. En 1955, pour qu’Alain Resnais puisse sortir son film Nuit et brouillard en salles, le gouvernement français a demandé que l’on retire ce plan précis. Il ne fallait pas trop montrer la collaboration française durant cette guerre.

## Difficultés à représenter l'extermination des Juifs dans des fictions

### Hollywood et la Shoah
Les premiers films qui abordent l’antisémitisme nazi et le sort réservé aux Juifs datent des années 1940 à Hollywood. La Tempête qui tue de Frank Borzage et Le Dictateur de Charlie Chaplin sont tous deux tournés en 1940. En 1942, Lune de miel mouvementée de Leo McCarey comprend une séquence très réaliste sur les Juifs polonais dans le ghetto de Varsovie. En 1943, André de Toth tourne Pas un n'échappera, où des Juifs, contraints de monter dans un train pour aller dans des ghettos, se révoltent à l’appel de leur rabbin et meurent tous sous les balles nazies. Dans le film de Vincent Sherman, M. Skeffington, tourné en 1944, on peut y voir un Juif américain, émigré en Europe, interné dans un camp de concentration et qu'y survit en étant aveugle et diminué. 
Cependant, si le cinéma américain multiplie les films de guerre après 1945, peu de films évoquent la Shoah, sujet horrifique pour le public américain. Les Anges marqués de Fred Zinnemann en 1948 aborde le silence d'un enfant de neuf ans, rescapé des camps, muré dans son mutisme. En 1956, Singing in the dark de Max Nosseck, un homme est tellement marqué par les camps qu'il en est devenu amnésique. En 1959, George Stevens réalise Le journal d'Anne Frank, adaptation d'une pièce à succès de Broadway, elle-même tirée du livre ; l'identité juive d'Anne Frank n'est pas évoquée, et la jeune aspirante-écrivaine est décrite comme la victime universelle des nazis. Le film ne s'interroge pas par ailleurs sur les conditions de sa mort, le réalisateur se justifie en disant qu'il ne voulait pas s'aventurer dans des zones trop pénibles. Les camps ne sont évoqués que de façon allusive, dans une séquence onirique.
Jugement à Nuremberg est réalisé par Stanley Kramer en 1959. Il s'agit là aussi de l'adaptation d'une pièce de théâtre, basée à son tour sur le véritable procès de Nuremberg, où les dignitaires du IIIe Reich ont été jugés en 1945 et 1946. Il apporte une réflexion sur la culpabilité des juges et, au-delà, du peuple allemand, s'interrogeant sur les différents degrés de culpabilité. La distribution est prestigieuse. Le film présente les images de la libération des camps, projeté à Nuremberg en 1947. Cette irruption du réel est un véritable choc. 

En 1965, Sidney Lumet adapte le roman d'Edward Lewis Wallant, Le Prêteur sur gages : un rescapé de la Shoah, Sol Nazerman, est devenu un prêteur sur gages à Harlem. Déshumanisé, il essaie de refouler ses souvenirs, qui reviennent par flashes d'une seconde puis deux, trois, quatre, avant de s'imposer. Le film tente ainsi de reconstituer la vie dans un camp de concentration.
En 1977, l'histoire de la Shoah atteint directement un Américain sur deux, non par le biais du grand écran, mais par un téléfilm-fleuve de neuf heures Holocauste sur NBC. Holocauste reproduit toute l'histoire de l'Allemagne nazie depuis la nuit de Cristal en 1938 jusqu'aux camps de la mort en passant par le soulèvement du ghetto de Varsovie. Le fil conducteur est le destin d'une famille juive allemande assimilée et ressemblant à une famille américaine typique. 
Le public américain et, à sa suite, le public européen sont bouleversés. Cependant, cette représentation fictive « directe » de la Shoah soulève de nombreuses critiques. Elie Wiesel trouve que la banalisation de la Shoah moralement discutable et indécente, car elle échappe aux codes fictionnels traditionnels. Par ailleurs, les coupures de publicité prêtent le flanc au soupçon d'une exploitation commerciale de la Shoah. Alain Finkielkraut reproche au téléfilm de brosser un tableau clivé des Juifs, modernes et assimilés ou traditionnels et archaïques, gommant la richesse d'une culture vibrante et nuancée, anéantie par la guerre. Primo Levi émet un avis globalement plus favorable, mais non exempt de reproches. Par exemple, les hommes n'étaient pas aussi bien rasés, les femmes n'attendaient pas de la sorte, ce qui relève d'une foi résiduelle en l'humanité, dont les nazis ont précisément été totalement et sciemment dépourvus. 
Ceci n'empêche pas la télévision américaine de recommencer, dix ans plus tard, à proposer à son public la série Les orages de la guerre (War and remembrance) de Dan Curtiz, diffusés par ABC. Adaptée d'un best-seller d'Hermann Hook, cette série de 30 heures est beaucoup plus crue qu'Holocauste. Elle montre le train entrant dans Auschwitz et une immense chambre à gaz. Les Américains se sont habitués à la violence.

### La fiction européenne et la Shoah
En Europe, l'évocation de la Shoah est plus timide. La Dernière Étape de Wanda Jakubowska, film polonais de 1948 est tourné par une survivante de Birkenau avec d'autres survivantes du camp dans leurs propres rôles. C'est aussi un hommage à la résistance à l'extérieur comme à l'intérieur du camp. Samson d'Andrzej Wajda de 1961 aborde la problématique de la survie dans le ghetto de Varsovie sans pour autant montrer ce dernier. Depuis le début des années 1960, la visualisation de la Shoah a été condamnée, jugée moralement impossible. Jacques Rivette dans un texte célèbre, De l’abjection, dénonce les effets cinématographiques et esthétiques de la première « fiction historique » un camp de la mort, Kapò de Gillo Pontecorvo en 1962. Au centre de la critique de Rivette se trouve la scène où une déportée (interprétée par Emmanuelle Riva) se suicide en se jetant sur les barbelés électrifiés. Un travelling avant vient recadrer artistiquement son cadavre. Cette recherche de « joliesse », dans de telles circonstances, relève « de l'abjection. » Rivette cite la phrase célèbre de Godard : « Les travellings sont affaire de morale. ». 
Primo Levi critiquera également ces films pornographiques déguisés en fictions sur les camps, où de jolies détenues sont épargnées du sort commun afin de servir d'exutoire à tous les fantasmes, sexuels et autres, de leurs bourreaux.
Dans les années 1970 et 1980, les œuvres de fiction françaises évoquent la Shoah de manière allusive : la Shoah se situe toujours en arrière-plan d'une narration concernant l'Occupation (Le Vieil Homme et l'Enfant, Lacombe Lucien, Les Guichets du Louvre, Un sac de billes, Monsieur Klein, La Passante du Sans-Souci, etc.). Les Violons du bal de Michel Drach aborde le sujet dans une perspective historique différente, en travaillant la matière narrative entre passé et présent, souvenir et mémoire, trente ans après la Shoah. Le succès public et les critiques du film contribuent à la mémoire de l'histoire de la Shoah sous un angle qui permet la réflexion sur ce drame.
En 1985, avec Shoah, Claude Lanzmann va plus loin et affirme l'impossibilité de l'usage de toute image directe, archivistique, de la Shoah, « puisqu'elles n’existent pas. » Son film est fondé sur l'unique témoignage de vivants remis en scène sur les lieux et dans les « conditions » (gestuelles, mémorielles, symboliques) de l’extermination. Claude Lanzmann, en contrastant l'émotion des victimes avec l'indifférence ou la duplicité des bourreaux, démontre également de nombreux ressorts psychologiques ayant rendu la Shoah exécutable.
En 1997, Radu Mihaileanu avec Train de vie et Roberto Benigni avec La vie est belle, tentent de retrouver les ressorts de la comédie pour traiter de la barbarie antisémite nazie, comme dans le Dictateur de Chaplin. En 2010, La Rafle met au centre de sa problématique les responsabilités de la France de Vichy. Il sera suivi de Elle s'appelait Sarah qui traite du même sujet.

### Vers une représentation directe de la vie dans les camps
La controverse sur l'image de la Shoah reprend avec le film de Steven Spielberg, La Liste de Schindler qui reconstitue avec les moyens et les effets du cinéma hollywoodien l'expérience du ghetto, ainsi que du camp d’extermination. L'illusion est assez convaincante pour faire ressurgir des souvenirs chez les survivants eux-mêmes. La force du film réside plutôt dans sa retenue. Au lieu de montrer la brutalité, il montre les cendres dans le ciel. Cependant, le faux-suspense d’une scène de douche est très critiqué. À l'inverse du film de Benigni, critiqué pour son irréalisme, Claude Lanzmann déclare à propos de La Liste de Schindler « L'Holocauste est d'abord unique en ceci qu'il édifie autour de lui, en un cercle de flammes, la limite à ne pas franchir parce qu'un certain absolu d'horreur est intransmissible : prétendre le faire c'est se rendre coupable de la transgression la plus grave. La fiction est une transgression, je pense profondément qu'il y a un interdit de la représentation. En voyant La Liste de Schindler, j'ai retrouvé ce que j'avais éprouvé en voyant le feuilleton Holocauste. Transgresser ou "trivialiser", ici, c'est pareil : le feuilleton ou le film hollywoodien transgressent parce qu'ils « trivialisent », abolissant le caractère unique de l'Holocauste. »
Être sans destin, sorti en 2006, fait resurgir le débat sur la représentation cinématographique fictionnelle des camps d’extermination. Cette fois-ci, c'est l’esthétisation par l'image et la musique de la réalité des camps qui fait polémique. Pierre Murat écrit dans Télérama: « Ah, ces plans sophistiqués sur les déportés, enfermés dans des wagons à bestiaux presque beaux ! Ah, ce camp de la mort qui devient, par la magie de ses éclairages, le théâtre presque irréel d’une tragédie superbe ! Mais on ne fait pas d’esthétisme sur l’horreur, sous peine de l’embellir et, forcément, de l’affadir. »

## Fictions

### Au cinéma

#### Années 1930 et 1940
| Année | Pays                            | Titre version française                                        | Titre version originale                                                              | Réalisateur                                 | Remarques |
| ----- | ------------------------------- | -------------------------------------------------------------- | ------------------------------------------------------------------------------------ | ------------------------------------------- | --- |
| 1934  | États-Unis                      | Hitler, le règne de la terreur                                 | Hitler's Reign of Terror                                                             | Cornelius Vanderbilt Jr.                    | En 1933, les Juifs sont maltraités et leurs livres brûlés par les nazis. |
| 1938  | URSS                            | Professeur Mamlock                                             | Профессор Мамлок                                                                     | Herbert Rappaport et Adolf Minkine          | Le film traite des affrontements entre les communistes et les nationaux-socialistes et de la persécution des Juifs. |
| 1938  | États-Unis                      | Un été en Allemagne nazie                                      | Inside Nazi Germany                                                                  | Jack Glenn                                  | Des images montrent le traitement réservé aux juifs. Par exemple, l'usage de panneaux leur interdisant l'accès à certains lieux. |
| 1939  | États-Unis                      | Hitler – Beast of Berlin (en) (trad : Hitler - Bête de Berlin) | Hitler – Beast of Berlin (en) (trad : Hitler - Bête de Berlin)                       | Sam Newfield                                | Des Allemands résistants sont déportés dans un camp de concentration nazi. |
| 1940  | États-Unis                      | The Man I Married (trad : L'homme que je marie)                | The Man I Married (trad : L'homme que je marie)                                      | Irving Pichel                               | Un père menace de dire à la police que sa femme est juive. L'apprenant, son fils, est abandonné par sa maîtresse. |
| 1940  | États-Unis                      | La Tempête qui tue                                             | The Mortal Storm                                                                     | Frank Borzage                               | Dans les années 30, une famille juive allemande s'enfuit en Autriche pour échapper à la persécution nazie. |
| 1940  | Royaume-Uni                     | Train de nuit pour Munich                                      | Night Train to Munich                                                                | Carol Reed                                  | Première publication audiovisuelle à montrer un camp de concentration. |
| 1940  | États-Unis                      | Le Dictateur                                                   | The Great Dictator                                                                   | Charlie Chaplin                             | Un barbier juif est déporté dans un camp de concentration. Il est, cependant, confondu avec le dictateur. |
| 1940  | États-Unis                      | Escape                                                         |                                                                                      | Mervyn LeRoy                                | Une jeune femme est enfermée dans un camp de concentration avant de s'en échapper. |
| 1942  | États-Unis                      | Lune de miel mouvementée                                       | Once upon a honeymoon                                                                | Leo McCarey                                 | Le joug nazi poursuit un couple qui vit sa lune de miel à travers l'Europe. |
| 1942  | Allemagne Nazi                  | Theresienstadt 1942                                            | Ghetto Thereresienstadt                                                              | Irena Dodalová                              | Premier film inachevé sur le camp de concentration de Theresienstadt. |
| 1943  | États-Unis                      | Pas un n'échappera                                             | None Shall Escape                                                                    | André de Toth                               | Des Juifs, refusant de monter dans un train, sont fusillés par les nazis. (Il s'agit du premier long métrage fictionnel abordant explicitement la Shoah au cinéma. Tourné en 1943, celui-ci est donc filmé durant la Solution finale.) |
| 1944  | États-Unis                      | Femme aimée est toujours jolie                                 | Mr. Skeffington                                                                      | Vincent Sherman                             | Un banquier juif new-yorkais sort aveugle d'un camp de concentration nazi. |
| 1944  | États-Unis                      | La Septième Croix                                              | The Seventh Cross                                                                    | Fred Zinnemann                              | Allemagne, 1936 : 7 déportés s'évadent du camp de concentration de Westhoffen. |
| 1945  | Allemagne nazie                 | Theresienstadt                                                 | Theresienstadt. Ein Dokumentarfilm aus dem jüdischen Siedlungsgebiet                 | Kurt Gerron et Karel Pečený                 | C'est le second film sur les nazis qui montrent le camp de concentration de Theresienstadt. |
| 1945  | URSS                            | Tarass l'indompté (ru)                                         | Nepokoryonnye (cyr : Непокорённые, trad : L'Invaincu)                                | Mark Donskoy                                | Première publication audiovisuelle à montrer l'exécution en masse des Juifs et leur traque dans les territoires occupés. 1946 Prix du festival de Venise.                                                                              |
| 1945  | États-Unis                      | Le Criminel                                                    | The Stranger (trad : L'Étranger)                                                     | Orson Welles                                | Première publication audiovisuelle à inclure des séquences de camps de concentration. |
| 1946  | Allemagne de l'Est              | Les assassins sont parmi nous                                  | Die Mörder sind unter uns                                                            | Wolfgang Staudte                            | Premier trümmerfilm (film de décombres) et premier film allemand à aborder les atrocités nazies. |
| 1947  | Allemagne de l'Est              | In jenen Tagen (de) (trad : En ces jours)                      | In jenen Tagen (de) (trad : En ces jours)                                            | Helmut Käutner                              | De 1933 aux ruines de Berlin en 1945, une voiture raconte ses sept propriétaires successifs. |
| 1947  | Pologne                         | La Dernière Étape                                              | Ostatni etap                                                                         | Wanda Jakubowska                            | Premier film polonais sur Auschwitz où la réalisatrice fut internée pendant la guerre. |
| 1947  | Allemagne de l'Ouest            | Mariage dans l'ombre                                           | Ehe im Schatten                                                                      | Kurt Maetzig                                | Une des premières productions de DEFA. |
| 1947  | Allemagne de l'Ouest            | Entre hier et demain (de)                                      | Zwischen Gestern und Morgen                                                          | Harald Braun                                | L'un des premiers films allemands à être réalisés à Munich après la guerre et le premier à aborder ouvertement l'Holocauste. |
| 1948  | Allemagne de l'Ouest            | Morituri (trad : ceux qui vont mourir)                         | Morituri (trad : ceux qui vont mourir)                                               | Eugen York                                  | Quatrième film d'Artur Brauner, Juif polonais de Lodz. Il s'en est enfui pour rejoindre l'URSS. Après la guerre, il rejoint l'Allemagne.                                                                                               |
| 1948  | États-Unis Suisse               | Les Anges marqués                                              | The Search (trad : La recherche)                                                     | Fred Zinnemann                              | Après guerre, à Berlin, un Américain aide un garçon à retrouver sa mère. |
| 1949  | Italie                          | Le Juif errant                                                 | L'ebreo errante                                                                      | Goffredo Alessandrini                       | Premier film italien à aborder ouvertement l'Holocauste. |
| 1949  | États-Unis Allemagne de l'Ouest | La route est longue                                            | Allemand : Lang ist der Weg ; yiddish : Lang iz der Veg ; anglais : Long Is the Road | Herbert B. Fredersdorf (en) Marek Goldstein | Ayant survécu à Auschwitz, une famille juive polonaise se retrouve en l'Allemagne et espère émigrer dans un État juif qui n'existe pas encore.                                                                                         |
| 1949  | Tchécoslovaquie                 | La Longue Route                                                | Daleká cesta                                                                         | Alfréd Radok                                | Un couple composé d'un chrétien et d'une juive doivent lutter pour survivre dans le camp de concentration de Theresienstadt. |

#### Années 1950
- 1951 : La Maison sur la colline de Robert Wise États-Unis
- 1956 : Singing in the dark de Max Nosseck  États-Unis
- 1959 : 
  - Étoiles de Konrad Wolf  Allemagne de l'Ouest
  - Le journal d'Anne Frank de George Stevens États-Unis

#### Années 1960
- 1961 : 
  - Kapò de Gillo Pontecorvo
  - L'Enclos de Armand Gatti
  - Jugement à Nuremberg de Stanley Kramer  États-Unis
- 1963 : La Passagère (Pasazerka) d'Andrzej Munk
- 1965 : 
  - Le Prêteur sur gages de Sidney Lumet  États-Unis
  - Le Miroir aux alouettes de Ján Kadár et Elmar Klos  Tchécoslovaquie
- 1967 : Le Vieil Homme et l'Enfant de Claude Berri

#### Années 1970
- 1972 : The Day the Clown Cried de Jerry Lewis
- 1975 : Jacob le menteur de Frank Beyer
- 1976 : Monsieur Klein, de Joseph Losey

#### Années 1980
- 1982 : Le Choix de Sophie de Alan J. Pakula
- 1983: Au nom de tous les miens de Robert Enrico
- 1987 : 
  - Les Rescapés de Sobibor (Escape from Sobibor), de Jack Gold
  - L’etoile de Robinson. de Soren Kragh-Jacobsen
  - Au revoir les enfants, de Louis Malle
- 1989 : Music Box, de Costa-Gavras

#### Années 1990
- 1990 : 
  - Europa Europa d'Agnieszka Holland
  - Korczak d'Andrzej Wajda
- 1993 : La Liste de Schindler (Schindler's List) de Steven Spielberg  États-Unis
- 1997 : 
  - La vie est belle de Roberto Benigni
  - La tregua de Francesco Rosi
  - Drancy Avenir d'Arnaud des Pallières
  - Bent, de Sean Mathias
- 1998 : 
  - Train de vie de Radu Mihaileanu
  - Un élève doué, de Bryan Singer
- 1999 : 
  - Voyages d'Emmanuel Finkiel
  - Sunshine, d'István Szabó

#### Années 2000
- 2001 : Hiver 42 - Au nom des enfants (Edges of the Lord), de Yurek Bogayevicz (en)[13].
- 2002 : 
  - Le Pianiste (The Pianist), de Roman Polanski
  - Amen., de Costa-Gavras
- 2003 : La Petite Prairie aux bouleaux, de Marceline Loridan-Ivens
- 2004 : Le Neuvième jour (Der neunte Tag), de Volker Schlöndorff
- 2005 : Être sans destin (Sorstalanság), de Lajos Koltai
- 2007 : Les Faussaires (Die Fälscher), de Stefan Ruzowitzky
- 2008 : 
  - Les Insurgés (Defiance), d'Edward Zwick
  - Le Garçon au pyjama rayé (The Boy in the Striped Pyjamas), de Mark Herman
- 2009 : 
  - The Reader, de Stephen Daldry
  - Marga (Unter Bauern – Retter in der Nacht), de Ludi Boeken
  - Par-delà le bien et le mal (Good), de Vicente Amorim

#### Années 2010
- 2010 : 
  - La Rafle, de Roselyne Bosch
  - Elle s'appelait Sarah, de Gilles Paquet-Brenner
  - Shutter Island, de Martin Scorsese
- 2013 : 
  - Le Dernier des injustes, de Claude Lanzmann
  - Hannah Arendt, de Margarethe von Trotta
- 2014 : 
  - Cours sans te retourner, de Pepe Danquart
  - Le Labyrinthe du silence, de Giulio Ricciarelli
  - Phoenix de Christian Petzold
- 2015 : Le Fils de Saul (Saul fia) de László Nemes
- 2018 : Sobibor de Constantin Khabenski

#### Années 2020
- 2023 : The Zone of Interest, de Jonathan Glazer

### Télévision

#### Feuilletons télévisés
- 1978 : Holocauste (Holocaust) de Marvin J. Chomsky
- 1983 : Au nom de tous les miens de Robert Enrico
- 2001 :
  - Conspiracy de Frank Pierson
  - Frères d'armes (Band Of Brothers) épis. 9, Pourquoi nous combattons de D. Frankel
- 2012 : Un village français, saison 4, de Philippe Triboit (épisodes 1 à 8) et Patrice Martineau (épisodes 9 à 12)

#### Téléfilm
- 2001 : Conspiration, de Frank Pierson
- 2005 : Un amour à taire, de Christian Faure
- 2007: La Dame d'Izieu d'Alain Wermus
- 2008 : 
  - Plus tard tu comprendras, de Amos Gitaï
  - La Traque, de Laurent Jaoui

## Documentaires
- 1945 : 
  - Death Mills (Les Usines de la mort) de Billy Wilder, premier documentaire à montrer des charniers
  - Falkenau, vision de l’impossible de Samuel Fuller, montré seulement en 1988
  - German Concentration Camps Factual Survey (en) de Sidney Bernstein assisté de Alfred Hitchcock; interdit jusqu'en 1985
- 1955 : Nuit et Brouillard d'Alain Resnais
- 1971 : Le Chagrin et la Pitié de Marcel Ophüls
- 1982 : Genocide d'Arnold Schwartzman
- 1985 : 
  - Shoah de Claude Lanzmann
  - La mémoire meurtrie de Sidney Bernstein (remontage de Memory of The Camps et première diffusion du film)
- 1986 : So many miracles, Tant de miracles, de Katherine Smalley
- 1988 : 
  - Images du monde et inscription de la guerre, (Bilder der Welt und Inschrift des Krieges), d’Haroun Farocki
  - Hôtel Terminus, Klaus Barbie, sa vie et son temps de Marcel Ophuls
- 1989 : De Nuremberg à Nuremberg, de Frédéric Rossif
- 1990 : Terezin diary (Journal de Terezin), de Dan Weissman
- 1995 : Shtetl, a journey home, de Marian Marzinsky
- 1996 : 
  - Héritages, de Daniel Cling et Pascal Cling
  - Jenseits des Krieges (À l’est de la guerre), de Ruth Beckermann
- 1997 :
  - Un vivant qui passe de Claude Lanzmann
  - Shalosh ahayot (Trois sœurs), de Tsipi Reibenbach
- 1998 : Les Enfants cachés de Raphaël Delpard
- 1999 : Un spécialiste, portrait d'un criminel moderne de Eyal Sivan
- 2000 : Le Projet Himmler, Das Himmler Projekt) de Romuald Karmakar
- 2001 : Sobibor, 14 octobre 1943, 16 heures, de Claude Lanzmann
- 2002 : 
  - Drancy, dernière étape avant l'abîme..., de Cécile Clairval[14]
  - La Rafle du Vél d’Hiv, de Gilles Nadeau et Jacques Duquesne[15]
- 2004 : 
  - Hollywood et la Shoah (en), de Daniel Anker[16]
  - Il faudra raconter, de Daniel Cling et Pascal Cling
- 2005 : 
  - 14 récits d'Auschwitz, proposé par Annette Wieviorka, réalisation de Caroline Roulet
  - Auschwitz, la solution finale, de Laurence Rees
  - Les camps de concentration nazis (1933-1945) de Marion et Henri Roland-Coty
  - Les Survivants, de Patrick Rotman[17]
- 2006 : 
  - Les Carnets Secrets de Nuremberg, de Jean-Charles Deniau et Stéphane Khémis[18]
  - 2006 : Penser Auschwitz de Daniel Cling et Pascal Cling
- 2007 : Sonderkommando Auschwitz-Birkenau, d'Emil Weiss[19]
- 2008 : 
  - Auschwitz : photos souvenirs d'un nazi, d'Erik Nelson et Dave Harding[20]
  - Shoah par balles, l'histoire oubliée de Romain Icard
- 2009 : Les Convois de la honte de Raphaël Delpard
- 2010 : 
  - Après les camps, la vie, de Virginie Linhart
  - Auschwitz, premiers témoignages, d’Emil Weiss[21]
  - Le Rapport Karski, de Claude Lanzmann[22], [23]
  - Attention aux enfants ! Les orphelins de la Shoah de Montmorency de José Ainouz
- 2011 : Album(s) d'Auschwitz, de Blanche Finger et William Karel[24]
- 2012 : 
  - Ce qu'ils savaient. Les Alliés face à la Shoah, de Virginie Linhart
  - Drancy 1941-1944, un camp aux portes de Paris, de Philippe Saada[25]
- 2013 : Parce que j'étais peintre, de Christophe Cognet
- 2015 : Festins imaginaires, d'Anne Georget
- 2022 : La rafle du Vel d'Hiv, la honte et les larmes de David Korn-Brzoza
- 2025 : Le procès de Maurice Papon de Gabriel Le Bomin